# Bạc má bụng hung
Bạc má bụng hung, tên khoa học Melaniparus rufiventris, là một loài chim trong họ Paridae.